# Bilal Mohammed
Bilal Mohammed Rajab (arabisch بلال محمد; * 2. Juni 1986) ist ein ehemaliger katarischer Fußballspieler.
Bilal Mohammed, der das Fußballspielen bei seinem Jugendverein al-Gharafa Sports Club erlernte, für den er bis kurz vor seinem Karriereende auch auflief, spielte er auf der Position des Verteidigers. Der 183 cm große Defensivspieler debütierte 2003 in der Qatar Stars League, der höchsten Liga des Landes.
Im selben Jahr bestritt Mohammed sein erstes Länderspiel für den Katar in einer Begegnung in Frankreich gegen Algerien. Unter anderem stand er 2007 und 2011 im Aufgebot seines Landes bei der Asienmeisterschaft.